# Ri Kwang-Chon
Ri Kwang-Chon, född 4 september 1985, är en nordkoreansk fotbollsspelare som för närvarande spelar i Pattaya United i Thailand. Ri har även spelat för det nordkoreanska landslaget.

## Klubbkarriär
Sedan 1999 spelar Ri för April 25 i DPR Korea League. Han hjälpte dem att vinna ligan 2002, men antalet matcher han spelat och hur många mål han har gjort är fortfarande okänt.

## Landslagskarriär
Ri har varit en del av det nordkoreanska landslaget sedan 2001 och har spelat 48 landskamper. Ri blev uttagen till Nordkoreas trupp till VM i fotboll 2010.